# La notte delle spie
La notte delle spie (La nuit des espions) è un film del 1959 diretto da Robert Hossein.

## Trama
Londra, 1941. Una donna appartenente al servizio segreto tedesco deve consegnare a un ufficiale suo connazionale, che si trova in Normandia, un microfilm della difesa costiera inglese. L'ufficiale le darà le successive consegne per continuare l'attività di spionaggio sul territorio britannico. Tuttavia le mosse degli agenti segreti tedeschi vengono monitorate dall'intelligence inglese, che decide di bloccarne l'attività. A due agenti, un uomo e una donna, vengono affidati dei compiti precisi: l'uomo dovrà uccidere l'ufficiale tedesco e impossessarsi delle istruzioni; la donna dovrà uccidere la spia, facendo in modo che il microfilm non giunga nelle mani del nemico.
Quarantotto ore più tardi la scena si sposta in una capanna in Normandia, flagellata dall'uragano. Un uomo in divisa tedesca e una donna in abiti civili si fronteggiano armi in mano. Ciascuno dubita dell'identità dell'altro: sono i due agenti inglesi che hanno preso il posto dei tedeschi uccisi, o lui è l'ufficiale tedesco e lei inglese, o viceversa? Nella loro terribile situazione perderanno il senso del dovere e sfuggiranno alla realtà della guerra sperimentando l'odio e l'amore.